# Wasterkingen
Wasterkingen (im einheimischen zürichdeutschen Dialekt Waschterchinge, Waschterchinde) ist eine politische Gemeinde im Bezirk Bülach des Kantons Zürich in der Schweiz.

## Wappen
Blasonierung:
In Silber drei verkürzte rote Spitzen, überhöht von zwei roten Rosen

## Geographie
Die Gemeinde Wasterkingen liegt in der südwestlichen Ecke des Rafzerfeldes an der Strasse nach Hohentengen. Die Siedlung liegt am Hang des Kalten Wangen. Ursprünglich bestand sie aus zwei Haufendörfern, die zusammengewachsen sind. Von der Gemeindefläche sind 49,5 % landwirtschaftliche Nutzflächen, 43,4 % sind Wald, 4,6 % Siedlungsfläche, und 2,0 % dienen dem Verkehr. 0,5 % sind unproduktive Fläche (Stand 2018). Westlich befindet sich die Grenze zu Deutschland.

## Geschichte

Luftbild (1964) von Werner Friedli

Das Dorf wurde 1102 als Wastachingin erstmals urkundlich erwähnt, damals als Teil der Landgrafschaft Klettgau. Die Hohe Gerichtsbarkeit wurde 1408 von den Grafen von Sulz erworben, die Niedere Gerichtsbarkeit lag bei den Freiherren von Tengen, ab 1496 bei der Stadt Zürich. Ab 1560 lag der Hauptanteil des Grundeigentums bei der Zürcher Familie Rordorf. Graf Johann Ludwig II. von Sulz verkaufte 1651 das Rafzerfeld mit allen Rechten an die Stadt Zürich.
Wasterkingen war als Bauerndorf hauptsächlich auf Ackerbau und Rebbau angewiesen, seit dem 17. Jahrhundert spielte auch Strohflechterei in Heimarbeit eine Rolle. Ab 1798 war Wasterkingen eine Gemeinde (Munizipalität) im Bezirk Bülach, ab 1814 im Oberamt Embrach und seit 1831 wieder im Bezirk Bülach. Eine Industrialisierung fand nicht statt, noch 2005 waren 55 % der Arbeitsplätze in der Gemeinde in der Landwirtschaft. Die Bevölkerung nahm zwischen 1870 und 1960 stetig ab, erst seit 1970 war wieder ein Bevölkerungswachstum zu verzeichnen, nun hauptsächlich durch den Zuzug von Wegpendlern.

## Hexenverfolgung in Wasterkingen
Der Wasterkinger Hexenprozess von 1701 war der letzte Hexenprozess im Zürcher Herrschaftsgebiet. Am 19. April 1701 schilderte der Eglisauer Landvogt Johann Jakob Hirzel in einem Schreiben an die Zürcher Obrigkeit, die Dorfleute von Wasterkingen hätten ihn gebeten, die gnädigen Herren über das Hexenunwesen in ihrer Gemeinde zu unterrichten. Angeklagt waren insgesamt 12 Personen. Insgesamt wurden nach langwierigem Verfahren sieben Frauen und ein Mann, alle aus Wasterkingen, wegen Bündnissen mit dem Teufel zum Tode  verurteilt. Die Hauptangeklagte Elsbetha Rutschmann wurde zum Tod durch Verbrennung verurteilt, eine zu dieser Zeit bereits sehr unübliche Strafe, weitere sieben Angeklagte zum Tod durch Enthauptung. In einer Gedenkveranstaltung 2001 in Rafz zum 300. Jahrestag des Prozesses  verurteilten  Regierungspräsident Markus Notter und Kirchenratspräsident Ruedi Reich diese Hinrichtungen als Justizmorde.

## Bevölkerung
| Jahr      | 1634 | 1640 | 1709 | 1836 | 1850 | 1900 | 1950 | 2000 | 2005 | 2010 | 2015 | 2020 | 2022 |
| --------- | ---- | ---- | ---- | ---- | ---- | ---- | ---- | ---- | ---- | ---- | ---- | ---- | ---- |
| Einwohner | 245  | 109  | 281  | 386  | 437  | 353  | 275  | 568  | 555  | 559  | 573  | 564  | 587  |

- Bevölkerungsdichte: 148,7 Einw./km²
- Anzahl Privathaushalte: 271 (Stand 2022)[13]
- Konfessionszugehörigkeit: 48,4 % evangelisch-reformiert, 15,2 % römisch-katholisch, 36,5 % andere oder keine konfessionelle Zugehörigkeit (Stand 2022)[14]

## Politik
Gemeindepräsident ist Rolf Meyer (parteilos). Exekutive ist der fünfköpfige Gemeinderat, Legislative die Gemeindeversammlung.
Bei der Nationalratswahl 2019 erreichten die Parteien folgende Wähleranteile: SVP 46,76 %, glp 11,77 %, SP 10,71 %, Grüne 10,65 %, FDP 10,39 %, BDP 2,57 %, EVP 2,49 %, CVP 1,77 %, EDU 1,59 % und andere (8) 1,30 %.
Die Wähleranteile bei der Nationalratswahl 2023: SVP 45,02 % (−1,74 %), glp 14,55 % (+2,78 %), SP 14,36 % (+3,65 %), Die Mitte 8,59 % (+4,25 %), Grüne 6,32 % (−4,33 %), FDP 3,92 % (−6,47 %), EVP 3,10 % (+0,61 %), Aufrecht Zürich 2,12 %, Pflegeliste 1,05 %, andere (11) 0,96 %.

## Vereine
In Wasterkingen und dem umliegenden Rafzerfeld bestehen über 11 Sportvereine, bei denen man sich aktiv beteiligen kann.